# Diane Arbus
Diane Arbus, nata Diane Nemerov (New York, 14 marzo 1923 – Greenwich Village, 26 luglio 1971), è stata una fotografa statunitense di origini russe.
Le fotografie per cui la Arbus è maggiormente conosciuta sono quelle che ritraggono gli esseri umani nella loro diversità, nello scostarsi dalla "normalità" data per scontata, una normalità a volte messa in discussione dalla stessa natura, a volte da scelte personali. Il suo approccio tuttavia non è mai voyeuristico, anzi, la consapevolezza della diversità non sminuiva i suoi soggetti, come sarebbe potuto avvenire facilmente. Nella maggior parte dei suoi ritratti i soggetti si trovano nel proprio ambiente, apparentemente a proprio agio; invece, è lo spettatore che è messo a disagio dall'accettazione del soggetto del proprio essere "freak".
Negli anni sessanta ricevette due borse di studio dalla Fondazione Guggenheim e insegnò fotografia in diverse scuole a New York e Amherst negli ultimi anni della propria vita. In seguito a sempre più frequenti crisi depressive, si tolse la vita il 26 luglio 1971.

## Biografia

### La gioventù (1923-1945)
Diane Nemerov nasce in seno ad una ricca famiglia ebrea di New York proprietaria della catena di grandi magazzini Russek's: il padre è David Nemerov e la madre Gertrude Russek. È la seconda di tre figli: il fratello maggiore, Howard Nemerov, più grande di Diane di tre anni, diventerà noto come uno dei maggiori poeti americani; la sorella minore, Renée, è una scultrice. Anche il padre David, dopo essersi ritirato dagli affari farà il pittore, con un discreto successo commerciale. Dal 1930 Diane frequenta la “Ethical culture school” a New York e negli anni successivi la Fieldston School.
A soli 14 anni conosce Allan Arbus, di cinque anni più grande, all'epoca commesso da Russek's, e se ne innamora. Il rapporto non è ben visto dalla famiglia di Diane, ma lei lo sposerà appena compiuti i 18 anni, il 10 aprile del 1941. Tuttavia i Nemerov rimangono in buoni rapporti con la figlia. Il primo lavoro dei giovani sposi è un servizio fotografico pubblicitario per la catena del padre, i Grandi Magazzini Russek's. Diane è considerata una ragazza molto dotata ed è incoraggiata a prendere lezioni private di disegno, ma pur di sposare Allan non esita a rinunciare all'università. Durante la seconda guerra mondiale Allan fa il servizio militare lavorando come fotografo per l'esercito. Alla fine del 1944 Allan è attivo in Birmania, e il 3 aprile 1945 nasce la figlia Doon Arbus. In quel periodo Diane torna a stare in casa dai suoi genitori.

### Diane e Allan Arbus fotografi (1945-1959)
Alla fine del conflitto Allan e Diane decidono di fare i fotografi, visto che nel 1941 si erano già occupati brevemente di moda e Allan aveva accumulato una notevole esperienza come fotografo nell'esercito. All'inizio sembra che Diane si limiti a fare da assistente ad Allan; lo studio comunque si chiama “Diane & Allan Arbus”. La Arbus studierà fotografia brevemente con Berenice Abbott nel 1947, poi con Brodovitch nel 1955, infine con Lisette Model, con cui studia nel 1956 e nel 1957. In un'intervista a Newsweek Diane racconta così la sua amicizia con la Model: “Finché non studiai con Lisette sognavo di far fotografie, ma non le facevo davvero. Lisette mi disse che dovevo divertirmi nel farlo...”. Le esperienze con Aleksej Česlavovič Brodovič, Art Direcor di Harper's Bazaar, alla New School for Social Research e con Berenice Abbott le sono state utili, ma i migliori risultati sono sicuramente dovuti all'insegnamento della Model. È proprio grazie all'esperienza con Lisette che Diane supera la sua timidezza e trova il coraggio di fotografare i soggetti che desidera. Il primo servizio pubblicato dalla coppia è del 1947, su Glamour. È un servizio sui pullover. Con Glamour lavoreranno spesso negli anni successivi, ma anche con le riviste Seventeen e Vogue.
Nel 1951 Diane e Allan lasciano per un anno il lavoro sulla moda per un viaggio in Europa. Il 16 aprile del 1954 nasce la seconda figlia Amy Arbus. Diane per il parto rifiuta l'anestesia, e si dice che abbia descritto la cosa come una delle migliori esperienze della sua vita. In questi anni Diane conosce un giovane Stanley Kubrick, allora fotografo ai primi passi. Nel 1955 una foto di Diane e Allan, un padre che legge il giornale al figlio, sdraiato sul letto, è esposta nella monumentale mostra di Edward Steichen The Family of Man (La famiglia dell'uomo). Diane collaborerà con il marito Allan solamente fino al 1956, anche se ancora per qualche anno appariranno fotografie che continuano a riportare i crediti di entrambi.
Ancora alla fine degli anni cinquanta Diane lavora con una Nikon 35mm. “Dapprincipio mi piaceva la grana. Ero affascinata dal suo effetto nella stampa, perché tutti quei piccoli punti formavano un arazzo e ogni dettaglio andava letto attraverso di essi. La pelle era come l'acqua e il cielo, si aveva più a che fare con la luce e l'ombra che con carne e sangue”, dirà in un'intervista anni dopo (Aperture 1972, trascrizione di una lezione del 1971). Nel 1957 il padre di Diane, David Nemerov, lascia la presidenza dell'azienda di famiglia e da pensionato si dedica con un discreto successo commerciale alla pittura. Nel 1958 in una mostra vende quarantadue quadri a olio. Diane e Allan conoscono anche Robert Frank e la moglie Mary, nel 1958, nel pieno delle riprese di Pull my daisy; Allan, che ha sempre desiderato fare l'attore, ha una piccola parte nel film. Nel periodo fra il 1957 e il 1960 Diane scopre l'Hubert's Museum, un “baraccone” situato all'angolo fra la 42ª e Broadway, dove si esibisce una serie di bizzarre figure che la Arbus fotograferà più volte negli anni. Più o meno in questo periodo il matrimonio di Diane e Allan va in crisi. I due si separano nel 1958, ma informano la famiglia di lei solo tre anni dopo. Divorziano undici anni dopo, nel 1969.

### Dopo la separazione dal marito Allan (1959-1965)
Diane conosce Emile De Antonio, distributore del film di Robert Frank Pull my daisy. Emile, detto “De” fa vedere alla Arbus Freaks, il film del 1932 di Tod Browning, già divenuto un cult movie. Visti i soggetti della Arbus è sicuramente uno dei film che maggiormente si avvicinano alla sua estetica. Si dice che lo abbia visto e rivisto molteplici volte. Un altro luogo in cui ritroviamo spesso Diane Arbus a fare fotografie è il Club '82, situato nella lower Manhattan e frequentato da una serie di figure molto particolari. Fra i primi soggetti fotografati dalla Arbus in questi anni si contano Miss Stormé de Larverie, la donna che si veste da uomo, e Moondog un gigante cieco con una grande barba e corna da Vichingo che passa otto ore al giorno fra la 50ª ovest e la Sixth Avenue. Va notato che Arbus non si limita a fotografare di sfuggita questi personaggi, ma instaura con loro un vero rapporto di amicizia, talvolta anche profondo. Molti di loro vengono fotografati più volte nel corso degli anni, come accade all'uomo messicano affetto da nanismo Cha cha cha, nome d'arte di Lauro Morales, ritratto in una delle foto più famose della Arbus. Le prime foto dell'uomo sono del 1960, ed è ancora la Nikon 35 mm la macchina usata; fino a quella divenuta famosa del 1970 fatta con la Mamiya, una macchina medio formato. Anche molti dei protagonisti dell'Hubert's Museum, il baraccone delle meraviglie nella 42ª strada, sono ritratti spesso dalla Arbus. Anche se inizialmente viene vista con sospetto dai soggetti, riesce spesso ad instaurare con le persone fotografate un rapporto di intimità, e ad essere accettata da loro.
La sua prima pubblicazione è The Vertical Journey, sei foto pubblicate nel 1960 sulla rivista Esquire. A questo segue nel 1961 The full circle su Harper's Bazaar. I suoi soggetti rappresentano una scelta così inconsueta che vengono pubblicati solo grazie all'insistenza di Marvin Israel, suo caro amico (e suo amante, secondo la biografia della Bosworth), che all'epoca è appena diventato art director per la rivista. Pare infatti che Nancy White, redattore capo di Harper's Bazaar, fosse contraria alla pubblicazione. In effetti il risultato immediato fu qualche disdetta dell'abbonamento alla rivista. Va notato come entrambi i titoli siano anche raffinate citazioni di letteratura. The vertical Journey del viaggio di Alice nel paese delle meraviglie, e The full circle di Shakespeare (Il cerchio completo. Chi è colui che mi può dir chi sono?) Il 1962 è l'anno del passaggio alla Rollei, non senza qualche difficoltà iniziale. La Arbus sviluppa anche un nuovo filone di interesse, quello per i nudisti. Sempre nel 1962 Show pubblica le foto di Mae West della Arbus, che sembra però non siano piaciute molto alla diva. Le difficoltà con i soggetti ritratti per i lavori su commissione, che non gradiscono affatto il modo con cui la Arbus li ritrae, saranno una delle costanti del suo lavoro. Nel 1963 Diane Arbus vince la sua prima borsa di studio della Guggenheim. In questi anni frequenta il famoso fotografo di moda Richard Avedon. Fra il 1964 e il 1965 Diane Arbus è spesso in giro per New York a fare fotografie.

### Il MOMA e le borse di studio del Guggenheim (1965-1969)
Nel 1965 il MOMA presenta tre fotografie della Arbus in una mostra dal titolo Acquisizioni recenti. L'anno prima le aveva acquistato sei immagini (più una in regalo). La reazione del pubblico non fu di indifferenza, e spesso le fotografie dovevano essere pulite dagli sputi dei visitatori. Nel 1965 Diane tiene un corso di fotografia alla Parson school of design. Invece di far studiare l'arte sui libri la Arbus porta gli studenti a vedere le opere nei musei. Nel 1966 Diane è in Giamaica, fotografa per il New York Times delle foto di moda per bambini. Nel 1967 il MOMA espone trenta sue foto nella mostra New Documents, insieme a foto di Garry Winogrand e Lee Friedlander.
La mostra è un grande successo, nonostante le polemiche che la accompagnano. L'etichetta di “fotografa di mostri” che le viene cucita addosso non piace a Diane. Secondo la Bosworth, Diane ha sempre sofferto di crisi depressive, ma a causa di un'epatite contratta nel 1968 - causata forse dall'abuso di farmaci - smette di prendere gli antidepressivi. Nell'aprile del 1969 è a Londra, fotografa per le riviste Nova e il Sunday Times. Su Nova escono le sue foto di sosia di personaggi famosi: sono gli anni in cui Diane si vede spesso alle manifestazioni pro e contro la guerra in Vietnam. Alla fine del 1969 la Arbus si trasferisce al Wesbeth, un condominio di New York che per statuto accetta solo artisti.

### Un corso per una Pentax (1970-1971)
Nel 1970 prova la Pentax 6x7 di un suo amico fotografo, Hiro. Ne rimane entusiasta, le proporzioni sono circa le stesse delle lastre 8x10 dei banchi ottici usati nelle foto di moda. Inoltre la visione attraverso il mirino le ricorda quella di “una grande 35mm”. Per poterla acquistare organizza un corso di fotografia a cui partecipano 28 allievi, fra cui troviamo anche Eva Rubinstein, figlia del grande pianista Arthur Rubinstein, destinata a diventare anche lei una grande fotografa. La Arbus è ormai un mito fra i giovani fotografi. Nel 1970 Art Forum pubblica le sue foto, il che è molto insolito per un mensile che di solito si occupa di arte astratta. Nel 1970 Diane inizia a fotografare dei disabili in un istituto. Come suo solito non si tratta di una sola sessione fotografica, ma vi tornerà diverse volte. È la serie che diventerà nota dopo la sua morte con il titolo di Untitled.
La Arbus confiderà a Lisette Model di aver cambiato idea sui risultati ottenuti. Dice la Model: “Inizialmente ne era molto contenta, ma ora le sembrava di avere perso il controllo della situazione”. Fra gli ultimi soggetti della Arbus vi sono anche le prostitute e i clienti di alcuni bordelli sadomaso. Di questi lavori sono noti solo pochi scatti. Ormai la depressione di cui ha sempre sofferto si è fatta più grave, e la donna pare aver perso l'interesse per la fotografia. Anche il crescente carico di responsabilità connesso al successo sembra contribuire a schiacciarla. Il 26 luglio 1971 si suicida, ingerendo una forte dose di barbiturici e tagliandosi i polsi nella vasca da bagno. La troveranno un paio di giorni dopo, con il corpo già in avanzato stato di decomposizione.

### Dopo la sua morte
Nel 1972 inizia la consacrazione di Diane Arbus. Prima la Monografia della Aperture e poi l'esposizione delle sue foto alla Biennale di Venezia, una partecipazione decisa dalla Arbus poco prima della sua morte, la proiettano direttamente nell'Olimpo dei grandi. Fra le grandi mostre della Arbus dopo la sua morte ricordiamo solo Diane Arbus Revelations del 2004, che per la prima volta rende disponibile al pubblico una grande quantità di documenti biografici e molte foto precedentemente mai pubblicate.

## Fotografie famose
- Child with Toy Hand Grenade in Central Park, New York, (1962) - Un ragazzino magrissimo con le braccia lungo il corpo ma irrigidite. Nella mano destra regge una granata giocattolo, mentre la sinistra imita un artiglio. Il volto potrebbe essere descritto come maniacale. La Arbus catturò questa espressione facendo stare fermo il ragazzino, mentre lei continuava a muoverglisi attorno sostenendo che stava cercando l'angolo giusto. Dopo poco il ragazzo divenne impaziente e le disse di spicciarsi a fotografare, creando l'espressione che potrebbe sembrar comunicare che il ragazzo ha in mente la violenza, mentre stringe saldamente in mano la granata giocattolo; tutto sommato era un comune ragazzo intenzionato a giocare con la camera della Arbus.[2]
- Identical Twins, (1967) - Una foto di due giovani sorelle gemelle, una a fianco dell'altra, vestite di velluto. Una leggermente sorridente e l'altra leggermente imbronciata sono la caratteristica bipolare della fotografa stessa.
- Jewish Giant at Home with His Parents in The Bronx, NY, 1970 - Una foto di Eddie Carmel, il "Gigante Ebreo", ritratto nel suo appartamento assieme ai genitori molto più bassi di lui. Alcuni interpretano come la foto mostri che il corpo inusuale di quest'uomo non gli abbia impedito di avere una vita familiare normale e felice. Altri vedono una certa rigidità nella postura dei genitori e trovano che mostri un distacco tra Eddie e la sua famiglia, forse un'indicazione di disappunto o di tristezza per il suo strano aspetto e per la sua vita prevedibilmente breve; altri vedono nell'espressione della signora Carmel che guarda suo figlio la sorpresa, come se lo incontrasse per la prima volta.

## Giudizi critici
"She come to them" è lo slogan che riassume meglio lo stile della Arbus. Lei andava da loro, e quando qualcosa nella scena non andava bene non era la scena ad essere modificata, ma la fotografa ad adattarsi.
Diane Arbus inizia a fotografare a partire dagli anni quaranta, utilizzando una Nikon 35 mm, ma solo grazie all'incoraggiamento della fotografa Lisette Model supera la sua timidezza e inizia (nel 1957) a fotografare i soggetti che davvero la interessano. Possiamo idealmente far iniziare il lavoro personale di Diane Arbus già nel 1956, anno in cui inizia a numerare i suoi provini a contatto a partire dal nr.1. Provinerà e numererà più di 7 500 rotolini fino al 1971, anno del suicidio. Fino al 1962 userà quasi esclusivamente il 35 mm (una Nikon) che abbandonerà in modo definitivo nel 1963 in favore del medio formato 6 × 6 cm, una Rolleiflex Biottica, usata saltuariamente nei primi anni e poi una Mamiya C33, sempre biottica ma dotata di un comodo flash elettronico. Le foto fatte con il flash di schiarita diventeranno un suo “marchio di fabbrica” e saranno imitate da numerosi fotografi negli anni successivi. Dal 1970 utilizza anche una Pentax 6x7.
È utile dividere il lavoro della Arbus in tre filoni principali, quello delle fotografie di personaggi eccentrici e di freaks, con i quali instaura sempre un rapporto di complicità e di amicizia, talvolta forse perfino di profonda intimità. Quello più o meno su commissione delle varie riviste di ritratti di personaggi, famosi o meno, e infine quello delle foto prese per strada. Marvin Israel a proposito di questi ultimi racconta: “Ci sono centinaia di provini dove la stessa faccia non compare più di una volta e sono tutti primi piani”. In queste fotografie la Arbus concentra il meglio dell'eccentricità della sua visione particolare, mostrando i soggetti ritratti senza la minima ricerca dell'abbellimento estetico, anzi andandone consapevolmente a cercare l'estremo opposto, fino ad arrivare alla provocazione consapevole, come accade in una delle sue foto più famose: “Child with a toy hand grenade in central park” (bambino con una bomba giocattolo) del 1962, nell'arco di tempo “non proprio breve” che ci mostra il provino a contatto si vede che l'espressione di stizza del bambino è indotta, negli scatti prima e dopo l'espressione del soggetto è rilassata, mentre in quello decisivo la contrazione del volto in una smorfia è ottenuta dalla Arbus ritardando il momento dello scatto, il bimbo si arrabbia, vuole essere fotografato. Il provino svela il meccanismo che la forza dello scatto isolato ci nasconde. La magia della grande fotografa fa il resto.
L'intimità della Arbus con i suoi soggetti ci è segnalata in molti modi: dal nano Cha cha cha fino a Marcello Mastroianni, la galleria dei personaggi stesi su un letto è interminabile. Se non basta c'è un provino a contatto che va oltre. Sono dodici foto di una coppia, lei bianca e lui di colore. Lei è nuda e si fa coccolare dal marito, a torso nudo ma con i pantaloni. Se si guarda attentamente il provino ci si accorge che la donna nella foto centrale è diversa. È la Arbus, anche lei completamente nuda, sdraiata sull'uomo di colore.
“Ogni ritratto non è altro che l'autoritratto dell'autore, il modello è solo un'occasione, l'accidente” (da Il ritratto di Dorian Gray, di Oscar Wilde). Guarda caso è la stessa affermazione che fa August Sander, il fotografo tedesco che maggiormente è stato accostato alla Arbus per il modo con cui riprende i suoi soggetti. In effetti si potrebbero nascondere facilmente alcune foto di Sander fra quelle della Arbus e nessuno se ne accorgerebbe. Mai in nessuno come nella Arbus ogni ritratto è principalmente la proiezione delle sue ossessioni. Scegliamo un'altra foto famosa, “Identical twins”. È la copertina della monografia della Aperture dedicata alla Arbus. Le gemelline differiscono solo per l'espressione. Una sorridente, l'altra no. Il contatto ravvicinato fra loro le fa sembrare due gemelle siamesi. Per scoprire la vera entità dell'ossessione per il tema perturbante del doppio bisogna andare indietro nel tempo, dal 1967, anno della foto, al 1950, quando la Arbus fotografa la figlia Doon in una doppia esposizione in cui la ritrae contemporaneamente triste ed allegra. L'ossessione del doppio segue la Arbus per tutta la sua vita. Le gemelline “ricompaiono” in Shining di Kubrick, vecchio amico di Diane. Non sono, come molti credono, solo un omaggio alla fotografa scomparsa, ma il modo migliore per rendere il materializzarsi di un'ossessione; il cerchio, ancora una volta, è completo “the full circle” appunto. Ricordiamo anche che sempre in Shining una delle scene più agghiaccianti è quella della morta suicida nella vasca da bagno, ormai parzialmente decomposta, che seduce il protagonista. È esattamente la condizione in cui ritrovarono la Arbus, nella vasca da bagno, il corpo ormai cosparso dalle macchie verdastre della decomposizione post mortem.

## Biopic
La biografia della Arbus è la base della trama del film del 2006 Fur - Un ritratto immaginario di Diane Arbus, diretto dal regista Steven Shainberg, con la Arbus interpretata da Nicole Kidman, tratto dal romanzo di Patricia Bosworth Diane Arbus: Una biografia. La storia (inventata) si propone di mostrare come Diane abbia potuto apprezzare il mondo della diversità, entrando gradualmente in contatto e sintonia con il mondo dei freaks.